# Kensington Church Street
Kensington Church Street est une rue de la ville de Londres, Royaume-Uni.

## Situation et accès

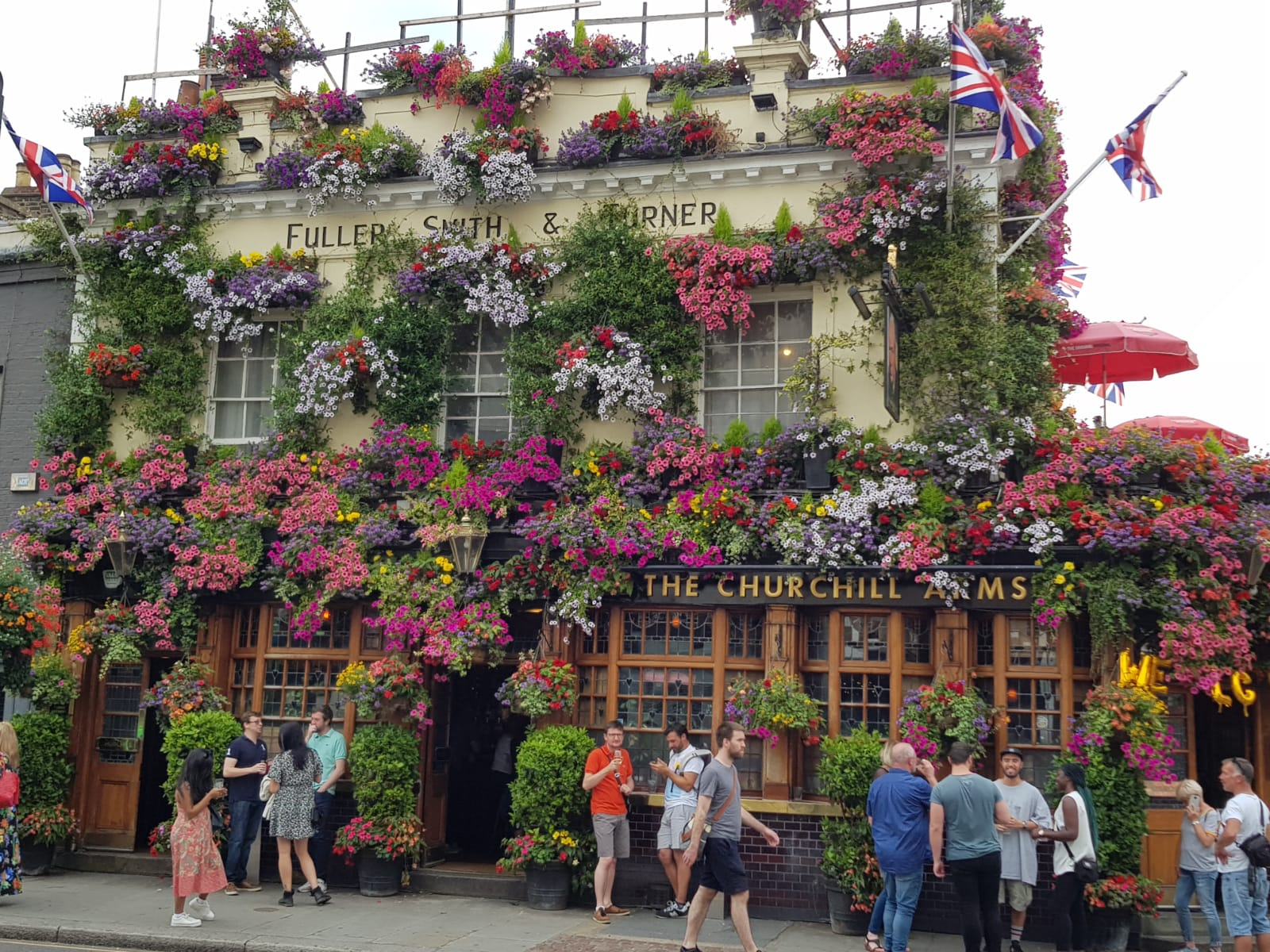
No 119 : le pub The Churchill Arms en août 2019.

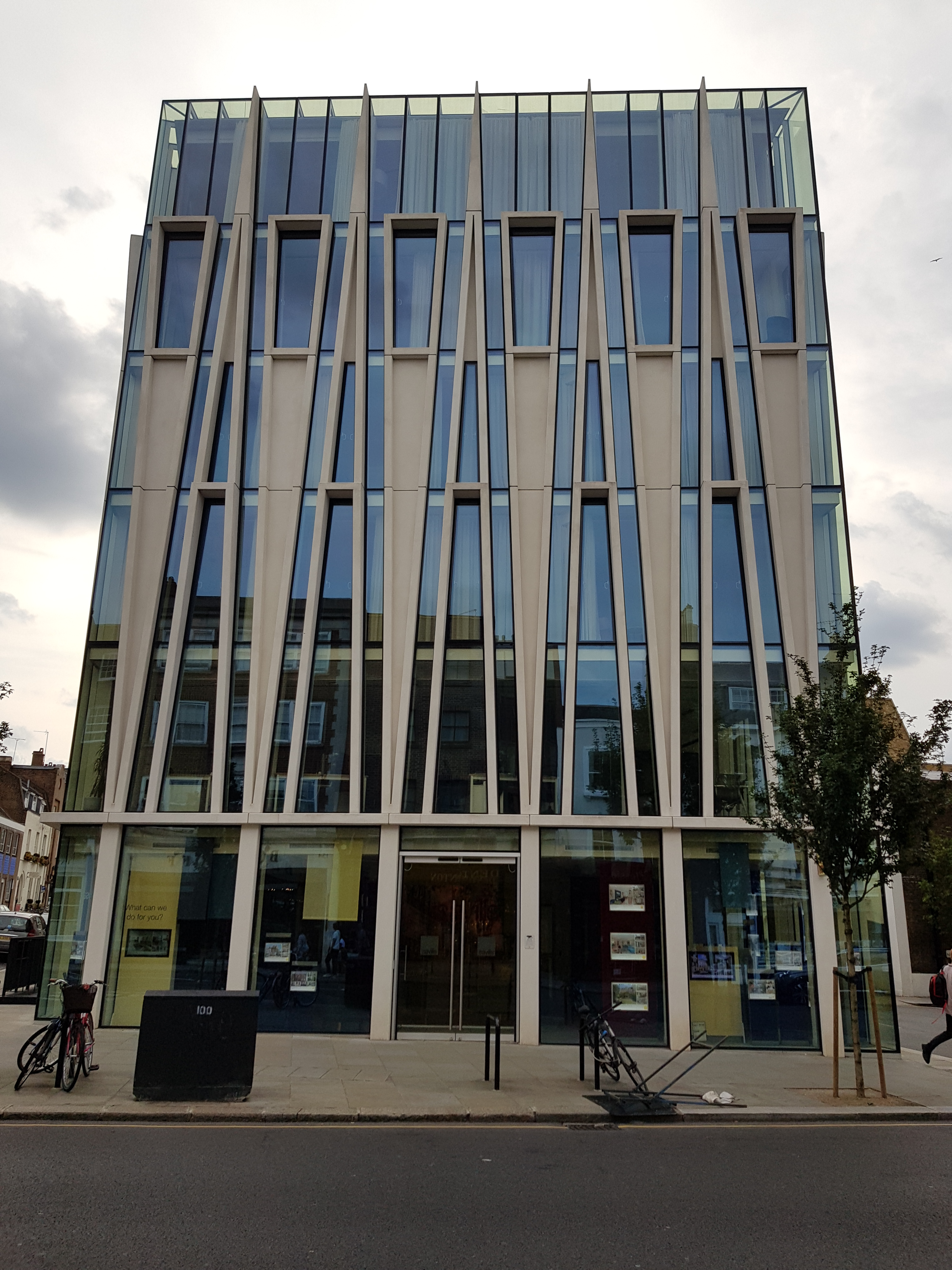
No 145.

Longue d’environ 920 m, orientée nord-sud, cette avenue relie Notting Hill à Kensington High Street. Elle marque la limite est du quartier de Holland Park .
Elle est desservie, au nord, par les lignes  Central  Circle  District, à la station Notting Hill Gate, et, au sud, par les lignes  Circle  District, à la station High Street Kensington.
C’est une rue commerçante, notamment connue pour ses magasins d’antiquités.

## Origine du nom
La rue est nommée d'après la vieille église paroissiale de Kensington, St Mary Abbots, qui se trouve à l'extrémité méridionale de la rue, près de la jonction avec Kensington High Street. Cette église est fondée au XIIe siècle par l'abbé d'Abingdon. Elle est réédifiée en 1370 et, à l'exception de la tour, encore en 1696. Le roi Guillaume III et sa reine Marie II prient dans cette église parce que le palais de Kensington n'a pas de chapelle à cette époque. Le roi fait d'ailleurs don d'une nouvelle chaire à l'église. En 1772, la tour est réédifiée. Finalement, entre 1869 et 1872, l'ancienne église est détruite et remplacée par l'édifice actuel par George Gilbert Scott.

## Bâtiments remarquables et lieux de mémoire

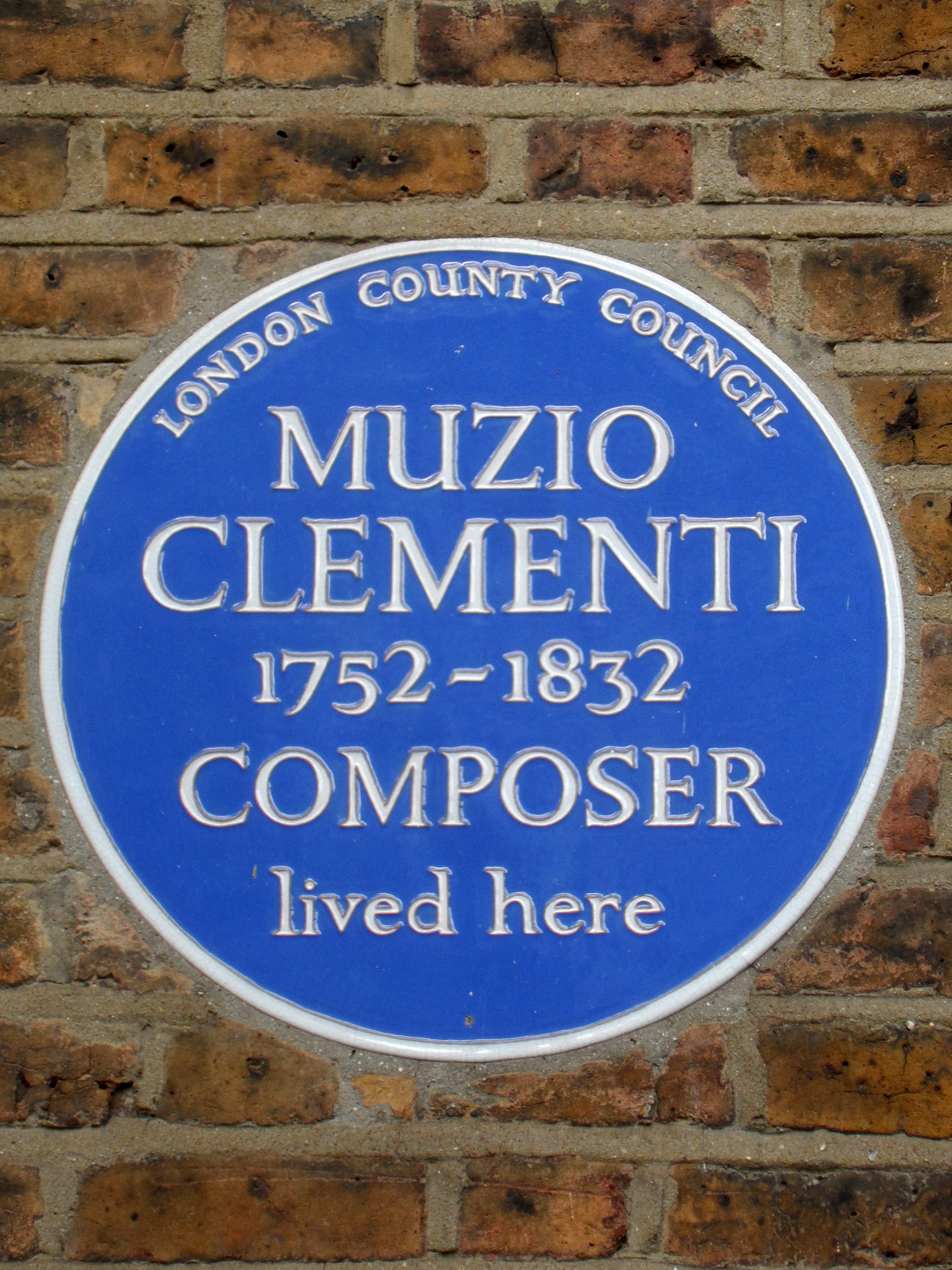

- Église néogothique St. Mary Abbots (1869-1872) conçue par l'architecte George Gilbert Scott sur le site d'un édifice plus vieux[3], au coin de Kensington High Street, et qui donne son nom à la rue.
- No 119 : pub The Churchill Arms.
- No 128 : le compositeur Muzio Clementi (1752-1832) a vécu à cette adresse de 1820 à 1823[4].
- Église catholique Our Lady of Mount Carmel et St. Simon Stock (1959) conçue par l'architecte Giles Gilbert Scott (petit-fils de George Gilbert Scott).